# Apple Valley (Minnesota)
Apple Valley é uma cidade localizada no estado americano de Minnesota, no Condado de Dakota.

## Demografia
Segundo o censo americano de 2000, a sua população era de 45.527 habitantes. 
Em 2006, foi estimada uma população de 50.109, um aumento de 4582 (10.1%).

## Geografia
De acordo com o United States Census Bureau tem uma área de 
45,9 km², dos quais 44,9 km² cobertos por terra e 1,0 km² cobertos por água.

## Localidades na vizinhança
O diagrama seguinte representa as localidades num raio de 12 km ao redor de Apple Valley. 